# Torenberg (Zaamslag)

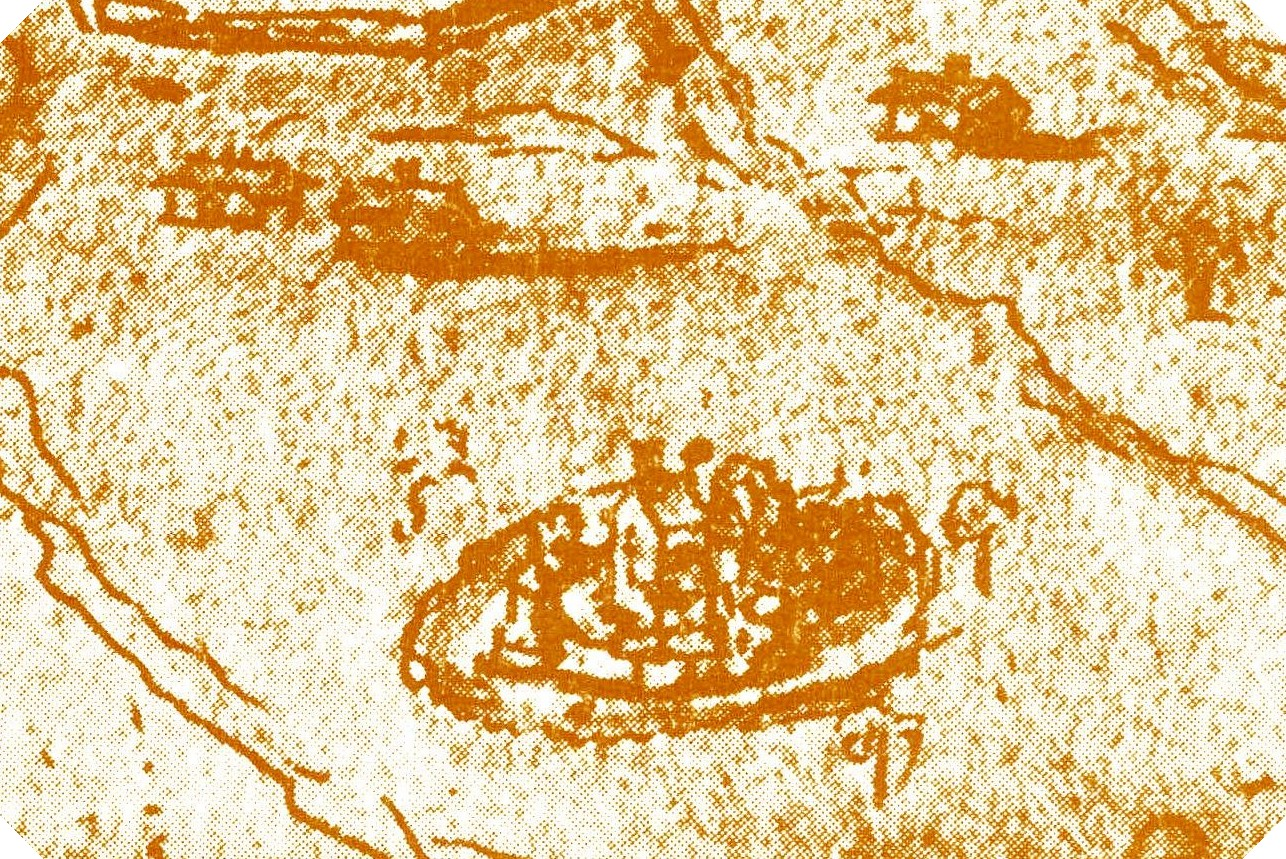
De Torenberg in 1569 met weglating van de voorburcht

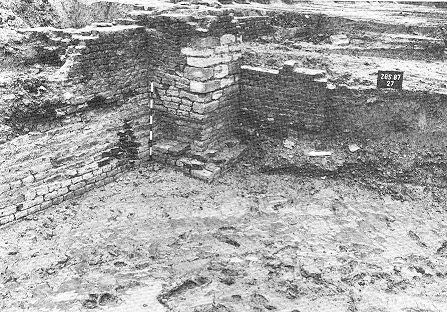
Opgegraven fragment van het poortgebouw met dreefmuur van het Kasteel van Zaamslag, 1987. De muren waren met gekapt ledesteen bekleed, een zeer duur bouwmateriaal.

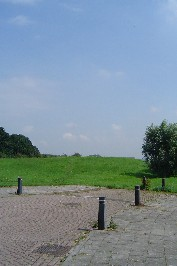
De Torenberg in 2008

De Torenberg (moderne naam van na het verdwijnen van het kasteel) was het kasteel van Zaamslag, waar de ambachtsheren zetelden tussen de twaalfde en de zestiende eeuw.
Het kasteel begon naar alle waarschijnlijkheid als houten mottekasteel aan het eind van de 11de eeuw. In de loop van de daaropvolgende eeuwen werd het kasteel steeds verder versteend, door onderdelen te vervangen in baksteen. Desalniettemin bleef het kasteel de indeling van een hoofdburcht met woontoren behouden, met daarvoor een grotere eivormige voorburcht met ondersteunende gebouwen.
Omvangrijke opgravingen in 1987 leverden veel informatie op over het kasteelterrein van Zaamslag. Deze opgraving, uitgevoerd door de toenmalige Rijksdienst voor Oudheidkundig Bodemonderzoek (ROB, nu onderdeel van de Rijksdienst voor het Cultureel Erfgoed), is nooit volledig uitgewerkt. Met alle wel beschikbare gegevens is behoorlijke poging gedaan in het boek 'De vroegste geschiedenis van Zaamslag' (2016).
Tijdens de Tachtigjarige Oorlog werd in 1584-1586 een groot deel van het gebied van Zaamslag om militaire redenen onder water gezet. Ook het kasteel kwam onder water te staan, met uitzondering van de hoofdtoren die mogelijk als baken voor de schepen dienstdeed (dit is enkel als apocrief verhaal bekend). Toen het gebied in 1649 opnieuw werd ingedijkt bouwden de heren een boerderij op de resten van het kasteel, direct voor de kasteelruïne. De toren werd in 1697 gesloopt, maar de heuvel is nog duidelijk herkenbaar in het landschap.

De Torenberg werd en wordt nog steeds veel verward met de commanderij van Zaamslag, van de Tempeliers.
In de motte is reeds in de 19de eeuw gegraven, zie onder. Tegenwoordig is dat terrein archeologisch beschermd en is opgraven van dit gedeelte voorbehouden aan zeer uitzonderlijke omstandigheden.

## Mottekasteel
Onderzoek aan enkele gevonden houten brugpalen van het kasteel wees uit dat deze dateerden van rond 1092 (foutief is later 1193 in geschriften verschenen). Het ligt voor de hand dat de structuur van hoofd- en voorburcht al in die tijd is uitgevoerd. De opgravingen wezen uit dat een houten brug toegang gaf tot het dorp en dat op de voorburcht een rechthoekig terrein was met een greppel eromheen. Op de motte, de kunstmatig opgeworpen berg, stond naar alle waarschijnlijkheid toen een houten toren.

## Bakstenen kasteel
Vanaf de 13e eeuw werd het kasteel steeds meer in baksteen uitgevoerd. Sommige gedeelten werden versierd met ledesteen. Het aanzicht van het kasteel moest indertijd indrukwekkend zijn geweest. Richting het dorp uit strekten zich twee hoge muren, die als dreefmuren (ook wel dwingel) worden getypeerd. Deze leidden tot de toegangspoort van het kasteel, over de gracht heen. De poort was aanvankelijk vierkant en werd later vervangen door een rechthoekig poortgebouw. Mogelijk had deze nieuwe poort een extra verdieping gekregen.
Op de voorburcht bevond zich een brouwerij, hetgeen uit de 16e eeuw bekend is. Er was ook een rosmolen en zo zullen er meerdere agrarische en ondersteunende functies zijn ondergebracht. Het kasteel had ook een eigen kapel, waaraan teruggevonden scherven middeleeuws raamglas met beschilderingen herinneren.
De hoofdburcht was gesitueerd rondom een grote donjon, een toren die in eerste instantie van hout moet zijn geweest maar in de 13e of 14e eeuw van steen gebouwd moet zijn. De toren had volgens een beschrijving uit 1758 (van ooggetuige Jona van Middelhoven) dikke muren met bovenin veel geschutsgaten. Op de begane grond was een hoog vertrek met een kruisgewelf. Onder de toren, in de 'berg', zat het gevang. Deze is in de 19e eeuw teruggevonden bij een opgraving (of afgraving, want de kasteelberg werd toen afgegraven voor de grond). Een andere 19e-eeuwse opgraving maakt gewag van een betegelde ruimte met een broodoven. Omdat beide beschrijvingen zo van elkaar verschillen, gaat het mogelijk om twee aparte kelders in de berg.

Rondom de toren liep de ringmuur, waartegen wat kleine gebouwtjes stonden, waarvan de vorm noch de functie niet meer bekend zijn. Buiten de ringmuur, met kantelen en torentjes, lag een gracht.
Het kasteel was zeer begeerd door de Vlaamse als door de Zeeuwse bevelhebbers en daarom is het veel aangevallen en verwoest. Zo klaagde men in 1384 dat het kasteel in puin veranderd was door oorlogshandelingen. In het jaar erna zou de toren herbouwd zijn door de Heer van Borssele.
Ook in 1452, een jaar met grote beroerten in Vlaanderen, werd het kasteel niet gespaard.

## Verval en ondergang
Het kasteel werd niet meer door de kasteelheren bewoond in de 16e eeuw. De plaatselijke pastoor trad er op als toezichthouder. De opgravingen wezen uit dat er niets nieuws meer werd gebouwd en dat schade van bijvoorbeeld overstromingen niet meer hersteld werd. Een groot gat in de noordoostelijke dreefmuur laat dat goed zien. Bovendien sloeg in 1469 de bliksem in de woontoren, waarop brand uitbrak. De stevige toren is niet vernield, maar mogelijk wel eenvoudig hersteld. Er zit op een tekening uit 1569 geen middeleeuws dak met kantelen op, maar een groot zadeldak.
In de Tachtigjarige Oorlog (1568-1648) heeft het kasteel op een aantal momenten een belangrijke militaire functie. Het dorp Zaamslag werd vanaf 1584-86 verlaten vanwege militaire inundaties van de polders. In de jaren 1590 werden vele tienduizenden bakstenen uit het kasteel gehaald om er het nieuwe schepenhuis van Terneuzen mee te bouwen. Uiteindelijk bestond alleen de woontoren nog.
De toren was ten tijde van de inundatie mogelijk in gebruik als baken. Dit wil de overlevering. Of het een vuurtoren was, wat destijds inhield dat op het dak  een grote vuurkorf werd aangestoken, of gewoon een zichtpunt voor de scheepvaart, is niet duidelijk. Door het zoute water en uitblijven van onderhoud zal de toren aan het eind van de 17e eeuw zwaar beschadigd geweest zijn. Volgens Van Middelhoven woonden er boven in de toren dan ook veel 'ravens, craaijen en couwen'.
De toren werd in 1697 afgebroken tot op maaiveldniveau, waarbij volgens de herinneringen van Jona van Middelhoven een ongeluk gebeurde. Een afgebroken stuk metselwerk viel naar beneden op een werkman, die daar echter wonderwel gezond vanonder kwam gekropen. Ondergrondse gedeelten werden in de 19e eeuw nog eens blootgelegd.
Sinds die tijd is de nog resterende kasteelberg, de oude motte, ter plaatse bekend als 'de Torenberg': de berg waar de toren eens stond. De boerderij 'Torenhoeve' droeg nog lang de herinnering voort aan de kasteeltoren. Van dit boerderijcomplex resteert thans (2021) enkel nog de woning uit 1878. In 2014 is de oorspronkelijke ingang van de hoeve gereconstrueerd aan het begin van de straat 'Voorburcht'.

## Tegenwoordige tijd
In 1987 werd begonnen met de bouw van de woonwijk Torenberg, nadat er eerst een archeologische opgraving op de plaats van de vroegere voorburcht uitgevoerd was. De vondsten liggen in het Schelpenmuseum in Zaamslag en het provinciale vondstendepot. Tegenwoordig is de kasteelberg 'de Torenberg' archeologisch beschermd en heeft de wijk die op het overige kasteelterrein is gebouwd straatnamen als 'voorburcht' en 'nederhof'. Bij de opgraving in de jaren 1980 zijn de resten verwijderd, waardoor Zaamslag dit historische complex grotendeels kwijt is.
In 2014 werd een reconstructieplaat onthuld aan het begin van het kasteelterrein (hoek Plein-Voorburcht). Deze grote schildering is gebaseerd op het opgravingsonderzoek en onderzoek door de Stichting Zaamslag 850 jaar. De plaat toont de entree van het kasteel zoals deze er waarschijnlijk in de vijftiende en zestiende eeuw heeft uitgezien.

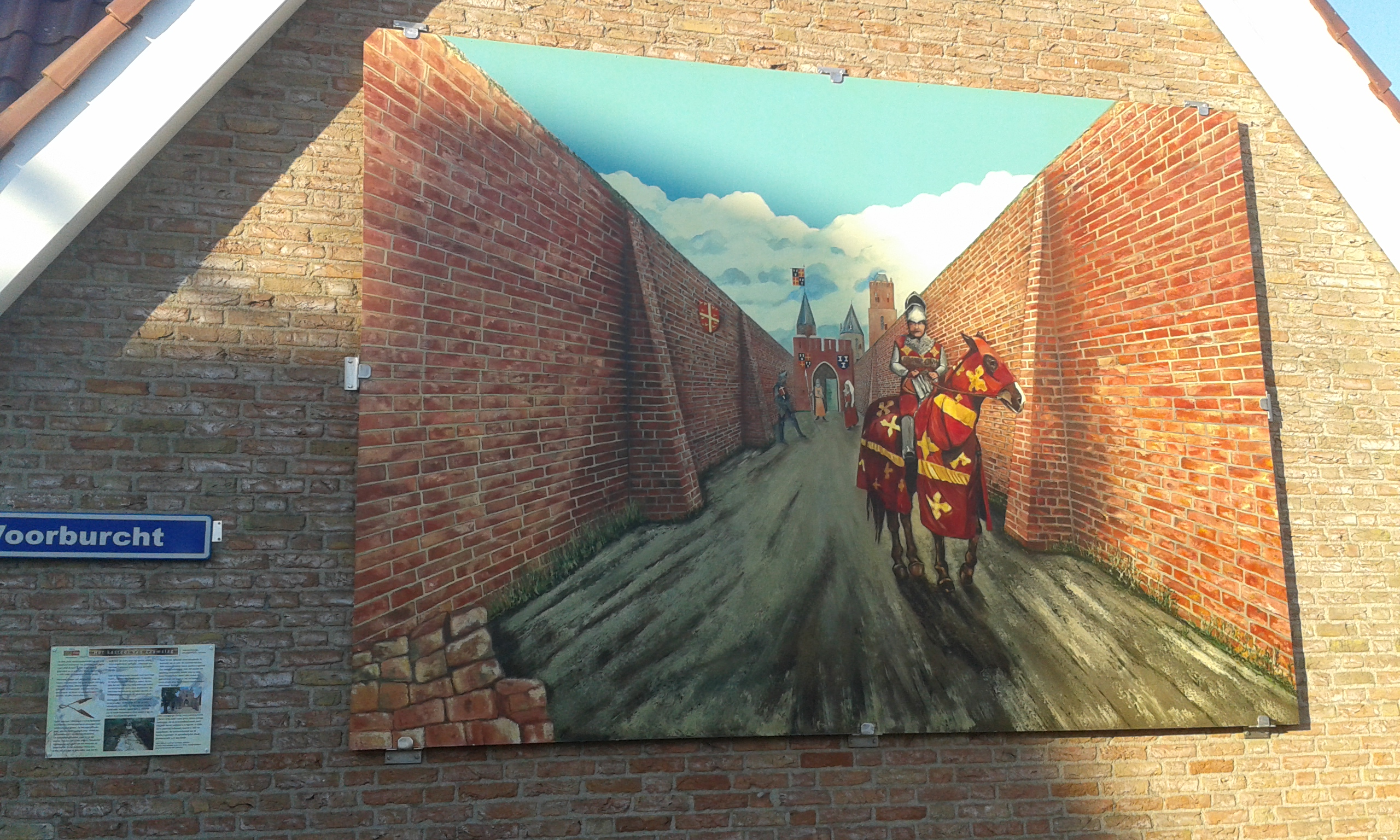
Reconstructie van de entree van het kasteel van Zaamslag rond 1400, door Kunstcollectief Zaamslag in opdracht van Stichting Zaamslag 850 jaar (2014). Op basis van opgravingsresultaten.

Zie over de Heren van Zaamslag, en zo ook de bewoners van het kasteel van Zaamslag, de Ambachtsheerlijkheid Zaamslag.